# F.X. Schmid
F.X. Schmid war bis 1996 ein bedeutender deutscher Verlag für Spielkarten (traditionelle Kartenspiele und Quartette), Brettspiele und Puzzle. Er galt als einer der großen europäischen Hersteller. 1995 betrug der Umsatz 67 Millionen DM und man zählte etwa 250 Angestellte und Mitarbeiter.
Seit 1996 ist der Verlag eine hundertprozentige Tochter der Ravensburger AG. Die Marke F.X. Schmid wird heute im Bereich der Kinderbücher und Spielkarten von Ravensburger verwendet.

## Geschichte
Der deutsche Unternehmer Franz Xaver Schmid gründete 1860 in München den Verlag, in dem Spielwaren und Karten hergestellt wurden. 1909 wurde das Unternehmen von „F. X. Schmid“ nach „F. X. Schmid, Vereinigte Münchener Spielkartenfabriken“ umbenannt. Im Zweiten Weltkrieg verlagerte das Unternehmen seinen Sitz nach Prien am Chiemsee. Dort begann dann auch 1955 die Herstellung und Produktion von Gesellschaftsspielen und Puzzles. 1977 wurde der Standort baulich erweitert.
Ab 1989 gab es eine Niederlassung in den Vereinigten Staaten. 1991 wurde das Spielkartenprogramm von F.X. Schmid in die Produktion der Spielkartenfabrik Altenburg in Thüringen integriert. Damit war die Spielkartenfabrik Altenburg in die Marktbearbeitung eingebunden. 1993 wurde die 1977 gegründete „RPS Handels GmbH“ übernommen.
Stefan Brück war in den 1990er Jahren für das gesamte Spieleprogramm von F.X. Schmid zuständig. 1996 geriet der Verlag in wirtschaftliche Schwierigkeiten und schloss sich 1997 mit Ravensburger zusammen. Dort wurde zunächst unter dem Namen FX versucht, ein eigenes Erscheinungsbild als „Spiele für junge Erwachsene“ zu etablieren. Brück wurde ab 1997 alleinverantwortlich für die neue Marke alea bei Ravensburger. 1998 wurde F. X. Schmid von Ravensburger übernommen. Im Jahr 2000 wurde die Spieleserie FX dann im Zuge des Rückgangs der Umsätze auf dem Spielemarkt eingestellt. Seit etwa 2002 wird das Label F.X. Schmid von Ravensburger für Kinderbücher verwendet.

## Erfolgreiche Spiele (Auswahl)
Der Verlag F.X. Schmid erzielte mit zahlreichen Spielen Erfolge auf dem deutschsprachigen und internationalen Spielemarkt:
- Auf Achse (Spiel des Jahres 1987)
- Adel verpflichtet (Spiel des Jahres 1990)
- Bluff (Spiel des Jahres 1993)
- Torres (Spiel des Jahres 2000, Label FX)

Außerdem wurden die Spiele Set!, Schraumeln, Phase 10, Quarto!, Kuhhandel, Ein solches Ding, Basta! und viele andere publiziert.